# Johanna från Lothringen
Johanna från Lothringen, (Joan of Lorraine), är en amerikansk pjäs av Maxwell Anderson från 1946.

## Handling
Pjäsen handlar om en skådespelartrupp som deltar i en teaterproduktion om Jeanne d'Arcs liv och hur detta påverkar dem privat. Handlingens likhet med en kinesisk ask medför att varje skådespelare i pjäsen måste spela minst två olika rollkaraktärer.

## Uppsättningar
Ingrid Bergman spelade huvudrollen när pjäsen  uruppfördes på Kennedy Centre i Washington, i oktober 1946. Den hade Broadwaypremiär 18 november samma år på Alvin Theatre (numera Neil Simon Theatre) i New York. Hon hade således två roller i produktionen, dels som skådespelerskan Mary Grey och dels som Johanna i pjäsen-i-pjäsen. 
Den gavs 199 gånger med Bergman med sista föreställning 10 maj 1947. 
För sin insats belönades Bergman med en Tony Award 1947. Andra skådespelare i samma uppsättning var bland andra Joseph Wiseman och Sam Wanamaker.
Första svenska uppsättningen hade premiär 7 februari 1948 på Göteborgs stadsteater med titeln Flickan från Lothringen i regi av Knut Ström med Gertrud Fridh i huvudrollen.
Dramaten hakade på och deras produktion Johanna från Lothringen hade premiär 3 september 1948 i regi av Olof Molander med Gunn Wållgren i huvudrollen.
Även Riksteatern gjorde en uppsättning den 23 oktober samma år. Nu hette den återigen Flickan från Lothringen. Det var Sandro Malmquist som stod för regin och Gaby Stenberg som gjorde Mary Grey/Jeanne d’Arc. 

## Filmatiseringar
En filmatisering av pjäsen kom 1948. Regissör var Victor Fleming med Ingrid Bergman i huvudrollen. Filmen var dock en traditionell berättelse om Jeanne d'Arcs liv, ramhandlingen om skådespelarna i den ursprungliga pjäsen hade tagits bort. Istället hade Maxwell Anderson utökat Jeanne d'Arcs scener och lagt till viktiga historiska karaktärer som figurerat kring henne.
Ingrid Bergman nominerades till en Oscar för sin roll, men den förärades dock det året till Jane Wyman.